# 晓明楼
晓明楼，位于江苏省徐州市沛县沛城镇，是中华人民共和国江苏省文物保护单位之一。
2002年10月22日，授予江苏省文物保护单位，是一座近现代重要史迹及代表性建筑。